# 鄭元偉
鄭 元偉（てい げんい、1792年 - 1864年）は、琉球王国の書家。久米村出身。書家・鄭嘉訓の二男。名は長烈。号は善橋。小禄間切湖城村の地頭となったことから湖城親方と称される。楷書にすぐれ、父・嘉訓と同じく、薩摩藩主と親しくなり、優れた書を残している。官僚としても活躍し、1842年、徳川家慶の征夷大将軍就任の慶賀使に儀衛正として随行した。紫禁大夫、総理唐栄司を務める。